# Pothyne strigata
Pothyne strigata är en skalbaggsart som beskrevs av Charles Joseph Gahan 1907. Pothyne strigata ingår i släktet Pothyne och familjen långhorningar. Inga underarter finns listade i Catalogue of Life.